# Linebacker

La disposizione dei linebacker dietro la linea, nella difesa 4-3

Il linebacker (traducibile letteralmente con "colui che sta dietro la linea" ed abbreviato con LB negli schemi di gioco) è un ruolo difensivo del football americano e del football canadese inventato nel 1904 dall'uomo della linea difensiva Germany Schulz dell'Università del Michigan, quando ebbe l'intuizione di arretrare la propria posizione di qualche iarda, allora una novità assoluta; l'allenatore Fielding H. Yost dapprima bocciò l'idea, ma poi si ravvedette e la utilizzò nei suoi schemi .
I linebacker sono membri della squadra difensiva e si posizionano alle spalle e ai lati della linea difensiva; è il ruolo cardine della difesa e i giocatori che lo ricoprono devono avere particolari qualità fisiche e atletiche, tra cui un ideale rapporto tra massa, forza, velocità, discreta altezza e una grande aggressività nel gioco.

## Compito principale
Il compito principale del linebacker è fermare il runningback quando l'attacco esegue un gioco di corsa, e presidiare la propria zona aiutando i defensive back nella marcatura dei ricevitori nel gioco aereo.

## Altri compiti
Il linebacker può altresì sfruttare i buchi nella linea d'attacco (detti gap) per eseguire un'incursione (blitz)  e disturbare il quarterback, fino ad atterrarlo con la palla in mano (sack).

## Posizioni

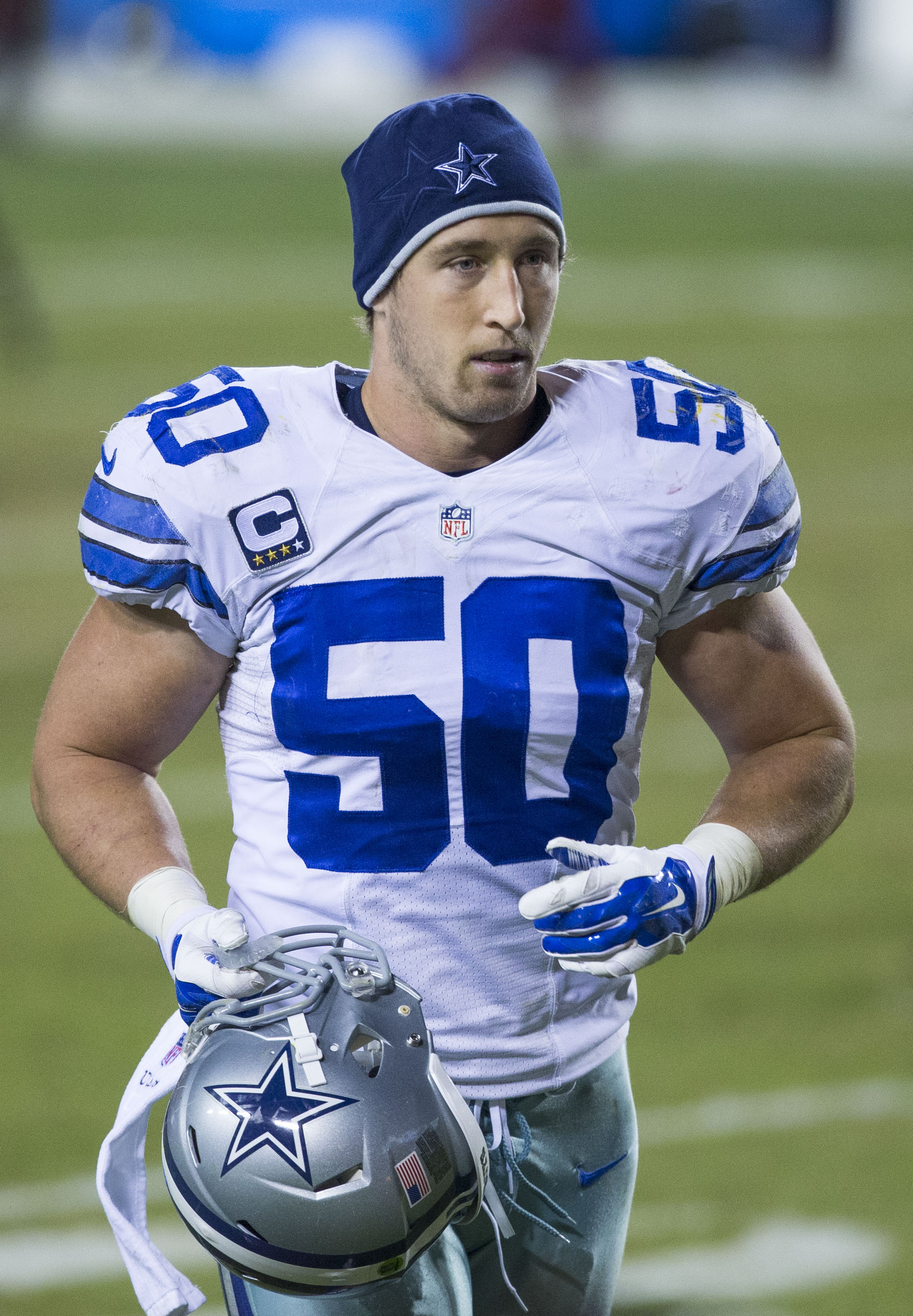
Sean Lee, outside linebacker dei Dallas Cowboys

Il numero dei linebacker impiegati cambia a seconda della formazione di difesa, tuttavia esistono nomenclature chiare per definire le posizioni.

### Inside linebacker
Nella difesa 3-4 classica prendono posizione 4 linebacker dietro 3 uomini di linea, gli inside linebacker (abbreviato con ILB, traducibile con linebacker interni) sono due, e presidiano la medio-zona difensiva: nel gergo americano, quello sul "lato debole" è detto Will, quello sul "lato forte" è detto Mike.

### Middle linebacker
Nella difesa 4-3 classica prendono posizione 3 linebacker dietro 4 uomini di linea, c'è un solo linebacker interno ed è detto middle linebacker (abbreviato con MLB, e traducibile con linebacker che sta nel mezzo). Ha la responsabilità di chiamare gli schemi difensivi e di comunicare con l'allenatore, in pratica è il regista difensivo. Una marcata aggressività è la caratteristica fondamentale del MLB in quanto, data la sua posizione in campo, ogni attimo di esitazione può essere rovinoso per lui e per la squadra. Nel gergo americano, è detto Mike.

### Outside linebacker
Sia nella difesa 3-4 che nella difesa 4-3 classiche, gli outside linebacker (abbreviato con OLB, traducibile con linebacker esterno), sono due e stanno ai lati della linea difensiva. Se la formazione della squadra in attacco non è simmetrica ma presenta un "lato forte" ed un "lato debole" (ad esempio, il lato forte può essere quello dove un tight end è aggregato alla linea d'attacco), gli OLB si dispongono come segue.

#### Strongside linebacker
Detto Sam nel gergo americano ed abbreviato con SLB, si posiziona sul "lato forte" rispetto alla formazione offensiva, ed è il più forte di tutti i linebacker; i suoi compiti principali sono quelli di fare i blitz e fermare il runningback all'inizio della corsa, impedendogli di guadagnare terreno.

#### Weakside linebacker
Detto Jack o Will nel gergo americano ed abbreviato con WLB, si posiziona sul "lato debole" rispetto alla formazione d'attacco, e deve essere il più veloce dei tre in quanto è chiamato generalmente a coprire i passaggi. Data la sua posizione in campo ha spesso a che fare con gli enormi uomini di linea d'attacco e nelle coperture ad uomo deve chiudere il runningback che attacca la sua parte di campo.

## Divisa
La divisa del linebacker è mediamente pesante, giusto equilibrio tra la necessità di proteggere il giocatore dagli impatti nei frequenti contatti con gli avversari, e quella di lasciargli libertà nei movimenti.

### Numero di maglia
Nella NFL prima del 2015 un linebacker poteva scegliere un numero da 50 a 59 e da 90 a 99. Nel 2015 fu decisa una modifica al sistema di numerazione, e i linebacker poterono vestire anche i numeri da 40 a 49.. Nel 2021 fu approvata un'ulteriore modifica alle regole che permise ai linebacker di scegliere numeri da 1 a 59 e da 90 a 99. A partire dalla stagione 2023 fu reinserito l'uso del numero 0, permesso anche per i linebacker che poterono quindi indossare maglie da 0 a 59 e da 90 a 99.
Nella NCAA il linebacker può vestire un numero qualsiasi da 1 a 99.